# Херсонский район
Херсонский райо́н (укр. Херсонський район) — административно-территориальное образование в Херсонской области Украины.
Административный центр — город Херсон. Расположен в западной части области.
По данным Херсонской областной госадминистрации, 24 февраля 2022 в ходе вторжения России на Украину район частично оккупирован российской армией, в сентябре-ноябре его правобережная часть освобождена ВСУ.

## История
Херсонский район в Украинской ССР существовал в 1923—1930 и 1938—1962 годах. 4 июня 1958 года к Херсонскому району был присоединён Кировский сельсовет упразднённого Калининского района.
Образован 17 июля 2020 года в результате административно-территориальной реформы путём объединения территорий:
- города областного значения Херсон,
- Алёшковского района,
- Белозёрского района,
- Лиманецкого сельского совета Бериславского района.

## Население
Численность населения района — 464,4 тыс. человек.

## Административное деление
Район в укрупнённых границах с 17 июля 2020 года делится на 10 территориальных общин (громад), в том числе 2 городские, 1 поселковую и 7 сельских общин (в скобках — их административные центры):
- Городские:
  - Херсонская городская община (город Херсон),
  - Алёшковская городская община (город Алёшки);
- Поселковые
  - Белозёрская поселковая община (посёлок Белозёрка);
- Сельские:
  - Великокопановская сельская община (село Великие Копани),
  - Виноградовская сельская община (село Виноградово),
  - Дарьевская сельская община (село Дарьевка),
  - Музыковская сельская община (село Музыковка),
  - Станиславская сельская община (село Станислав),
  - Чернобаевская сельская община (село Чернобаевка),
  - Юбилейная сельская община (село Юбилейное).